# 翟能
翟能，字本善，直隸河間府河間縣人，民籍，明朝政治人物。

## 生平
早年出身國子生，應天府鄉試第八十三名。成化十四年（1478年）戊戌科第三甲第一百五十九名進士。成化十八年（1482年）官山東章丘縣知縣，升太僕寺丞。历官湖广德安府知府，弘治十年（1497年）九月考察去职。

## 家族
曾祖父翟成。祖父翟用。父亲翟信。